# 馬鹿苗病

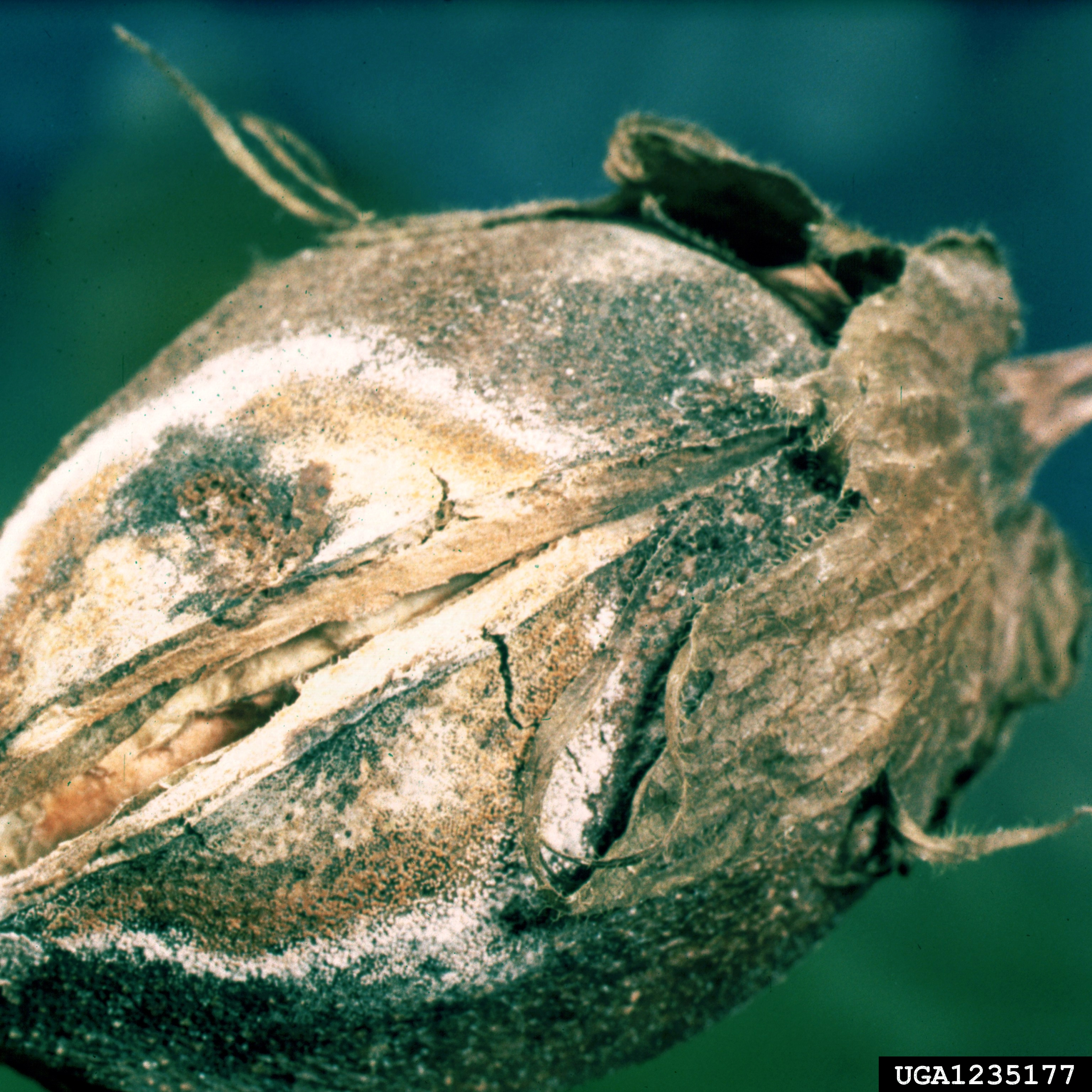
タマカビに感染した綿花

馬鹿苗病（ばかなえびょう、Fusarium fujikuroi）とは、主にイネの菌類による感染症の一種である。

## 概要
病原体は、イネ馬鹿苗病菌（Gibberella fujikuroi）という子嚢菌の一種で、その胞子が開花した種籾に付着することで、幼苗の発芽と同時に胞子が発芽し、植物を成長促進するホルモン（ジベレリン）を分泌する。この結果、菌に感染した苗は著しく徒長し、正常な個体のほぼ2倍に達し、葉色は薄く節間は長く倒れやすい個体となる。分蘖（ぶんけつ）も僅かとなり、不定根が出現する。発病株は枯死するが、病原菌は出穂期に拡散し、感染が拡大する。ただし、発病によって収穫量が著しく減少するわけではない。

## 感染機構
苗代期における感染発病と本田における感染発病がみられる。
水苗代に比べて保温折衷苗代、畑苗代、箱育苗で多発するが、これは水苗代にない種子催芽の処理の過程で用いられる保温資材（稲わらやその加工品、籾殻）などが伝染源になっているとされる。また、罹病種子以外に被害わらや刈株等汚染材料の土壌中への敷き込みも原因になっているとみられる。

## 防除方法
予防するには、塩水で種籾を選り分ける塩水選（比重選）の実施、種籾時点での殺菌（種子消毒）などが有効とされる。殺菌剤にはペフラゾエート、プロクロラズ等のEBI剤が主として用いられる。60℃の熱湯で10分間殺菌する方法も行われるが、その効果は農薬と比べて不安定なものである。なお、従来用いられてきた殺菌剤のベノミル・チウラムは、耐性菌の増加により使われなくなりつつある。
このほか本田（特に採種田）で発病株を発見したときは出穂までに抜き取り処分すること、害虫や雀に食害されたもみを使用しないことも防除対策となる。

## ジベレリンとの関係
ジベレリンは植物成長調整剤にも使用される植物ホルモンの一種であるが、ジベレリンは本病の研究の過程で発見された。1926年（大正15年）に台湾総督府農業試験場の技師だった黒沢英一は、イネの表面から菌体を分離して人工培養した後、培養液を濾過して菌を取り除いた。この液体をイネの苗にかけたところ徒長促進効果が認められ、菌自体ではなく菌が分泌する化学物質にその効果があることを突き止めた。
1938年（昭和13年）には、薮田貞次郎と住木諭介がこの活性化物質の単離・結晶化に成功し、菌名から「ジベレリン」と命名した。

第二次世界大戦後、日本での研究に注目していたアメリカやイギリスの研究者が菌の大量培養に成功した。そして精製したジベレリンを利用して、花卉や野菜の生長促進（及びぶどうの種無し処理）に活用されるようになった。